# Sietas Typ 146
Der Typ 146 ist ein Containerschiffstyp der Sietas-Werft in Hamburg-Neuenfelde, von dem 1990 und 1994 jeweils drei Einheiten abgeliefert wurden. Zwei weitere auf diesem Entwurf basierende Neubauten, die aber offiziell nicht als Typ 146 bezeichnet werden, entstanden 1992/93 auf der MTW Schiffswerft in Wismar. Das letzte Typ-146-Schiff traf im Dezember 2017 zum Abbruch in Alang ein.

## Geschichte
Ende der 1980er Jahre hatten die Reedereien Diedrich Tamke aus Jork, Gerd Ritscher aus Moorende und Hermann Wulff aus Kollmar jeweils ein Schiff dieser Baureihe in Auftrag gegeben. Die Fertigung der Sektionen für die drei Neubauten begann im Jahr 1989, die Kiellegungen fanden 1990 statt. Das Typschiff Widukind schwamm am 30. Juli 1990 im Dock auf und wurde am 10. Oktober 1990 an Reederei Tamke abgeliefert. Es kam für die Transeste Schiffahrt KG in Fahrt, die 1972 von Reederei Tamke und Reederei Ritscher gegründet worden war. Die Ablieferungen der Ulf Ritscher und der Kollmar erfolgten am 26. November beziehungsweise 29. Dezember 1990. Die drei Schiffe wurden in den Folgejahren mehrfach umbenannt, weiterverkauft und schließlich 2012 nacheinander abgebrochen.
Im Jahr 1994 lieferte die Sietas-Werft mit der Antje, der Carola und der Elbstrom drei weitere Typ-146-Schiffe ab, die von den Reedereien Harry Bröhan aus Jork, Heinz Georg Vöge aus Drochtersen und Reinhold Nibbe aus Hamburg geordert worden waren. Die Antje und die Elbstrom wurden 2005 an die französische Reederei CMA CGM weiterverkauft, die Carola ging 2014 an eine Reederei in Singapur. Alle drei Schiffe wurden 2017 verschrottet. Beim Versuch die CMA CGM Simba (ehemals Antje) aus dem Hafen von Toliara zu schleppen, kenterte am 20. September 2016 der Schlepper Domingue, wobei zwei Personen ums Leben kamen.
Neben den sechs bei Sietas gefertigten Schiffen entstanden zwei weitgehend baugleiche Einheiten auf der Mathias-Thesen-Werft in Wismar, die jedoch keine Ladekräne und eine schwächere Hauptmaschine erhielten. Offiziell werden sie nicht als Typ 146 bezeichnet. Die indonesische Reederei PT Bahana Utama Line hatte die beiden Containerschiffe im Dezember 1990 bestellt, wobei der Bau von der Bundesregierung durch internationale Entwicklungshilfe gefördert sowie über das Hilfsprogramm für ostdeutsche Werften subventioniert worden war. Die Ablieferung des ersten Schiffs, der Global Bahana, fand am 11. Dezember 1992 statt. Nach mehreren Eignerwechseln traf es am 13. April 2013 zum Abbruch in Alang ein. Das Schwesterschiff Universal Bahana lieferte die Werft am 3. März 1993 ab. Am 26. November 2010 brachten somalische Piraten das mittlerweile in Albedo umbenannte Schiff in ihre Gewalt. Es sank Anfang Juli 2013 in schwerer See vor der somalischen Küste.

## Technik
Der in Sektionsbauweise gefertigte Typ 146 hatte eine Gesamtlänge von 157,70 m (147,20 m Lpp, 148,04 m registrierte Länge) und eine Breite von 22,80 m (einschließlich Nock). Seine Höhe vom Kiel bis zum Hauptdeck betrug 11,80 m, der maximale Tiefgang 8,98 m. Die Schiffe konnten bis zu 1048 20-Fuß-Standardcontainer (TEU) stauen. Bei einer homogenen Beladung mit 14 t schweren Containern durften aus Stabilitätsgründen maximal 750 TEU geladen werden. An Bord befanden sich Anschlüsse für 100 Kühlcontainer.
Obwohl innerhalb der Baureihe keine Untertypen ausgewiesen wurden, unterschieden sich die 1990 und 1994 gebauten Schiffe in mehreren Details voneinander. Die im Jahr 1990 abgelieferten Einheiten waren mit 10.868 BRZ und 15.165 dwt vermessen worden. Sie hatte vier kastenförmige Laderäume mit einem Rauminhalt von insgesamt 20.462 m³ (19.831 m³ Ballenraum). Die vier mit Cellguides ausgerüsteten Laderäume besaßen sieben Luken mit Pontondeckel. Die Schiffe verfügten über jeweils einen 40-Tonnen-Kran und einen 50-Tonnen-Kran des Herstellers NMF. Optisch unterschieden sie sich von den später gebauten Schiffen durch die beidseitig am Deckshaus montierten Ständer, die als Stützen für die Brückennock dienten.
Die 1994 gefertigten Schiffe wurden bei Ablieferung mit 11.062 BRZ und 15.166 dwt vermessen. Sie hatten sechs statt vier kastenförmige Laderäume, die ebenfalls mit Cellguides und Pontonlukendeckel ausgerüstet waren. Der Rauminhalt betrug 21.254 m³ (20.117 m³ Ballenraum). Die drei Schiffe besaßen jeweils zwei 40-Tonnen-Kränen des Herstellers NMF.
Alle Typ-146-Schiffe wurden mit einem Viertakt-Achtzylinder-Schiffsdieselmotor des Typs MaK 8M601C angetrieben, der über ein Untersetzungsgetriebe auf einen Verstellpropeller wirkte. Bei den 1990 abgelieferten Einheiten leistete die Hauptmaschine 8.800 kW, bei den 1994 gefertigten 9.300 kW. Alle Schiffe der Baureihe besaßen ein elektrisch angetriebenes Bugstrahlruder mit 600 kW Leistung. An Bord befanden sich drei Dieselgeneratoren und ein Wellengenerator zur Stromerzeugung. Zusätzlich war jeweils ein Notgenerator verbaut worden.

## Die Schiffe
| Bauname      | Bau- nummer | IMO- Nummer | Kiellegung Stapellauf Ablieferung | Auftraggeber                  | Umbenennungen und Verbleib |
| ------------ | ----------- | ----------- | --------------------------------- | ----------------------------- | --- |
| Widukind     | 997         | 8908521     | 11.05.1990 30.07.1990 10.10.1990  | Diedrich Tamke, Jork          | 1998 Kent Trader → 2000 Seaboard Canada → 2000 City of Stuttgart → 2001 Perseus → 2005 Dubai World → 2009 2Go 1 → 2012 Kally C., am 13. Juli 2012 zum Abbruch in Alang eingetroffen und dort am 20. Juli 2012 auf den Strand gesetzt |
| Ulf Ritscher | 996         | 8908519     | 18.06.1990 07.10.1990 26.11.1990  | Gerd Ritscher, Moorende       | 1998 Kent Scout → 2000 Estestar → 2000 P&O Nedlloyd Kowie → 2001 Estestar → 2002 Safmarine Shebeli → 2003 Estestar → 2004 Maersk Rimini → 2007 MSC Rimini → 2009 Dania Rimini → 2010 Philip, am 16. November 2012 zum Abbruch in Mumbai eingetroffen und dort am 1. Dezember 2012 auf den Strand gesetzt                                    |
| Kollmar      | 1050        | 8908533     | 16.06.1990 15.11.1990 29.12.1990  | Hermann Wulff, Kollmar        | 1992 Anro Bangkok → 1992 Lanka Ruwan → 1994 Atlanta → 1996 Kollmar → 1997 Armanda Sprinter → 1999 Phoenix → 1999 Byron → 1999 Phoenix → 2007 Emirates Jumeirah → 2008 Anette S. → 2010 2Go 2 → 2012 St. Martin de Porres → 2012 Anna 1, am 19. Juli 2012 zum Abbruch in Alang eingetroffen und dort am 23. Juli 2012 auf den Strand gesetzt |
| Antje        | 1086        | 9072111     | 26.01.1994 26.04.1994 30.06.1994  | Harry Bröhan, Jork            | 1994 Lanka Amila → 1997 Antje → 1997 Maersk Libreville → 1998 Kent Merchant → 1999 P&O Nedlloyd San Pedro → 2001 MSC Nigeria → 2004 TMM Durango → 2005 CMA CGM Simba → 2017 Simb, am 27. Dezember 2017 zum Abbruch in Alang eingetroffen und dort am 31. Dezember 2017 auf den Strand gesetzt                                               |
| Carola       | 1092        | 9072109     | 22.04.1994 14.07.1994 30.09.1994  | Heinz Georg Vöge, Drochtersen | 2014 Dawei Star → 2017 Dawn, am 11. Mai 2017 zum Abbruch in Gadani eingetroffen und dort am 16. Mai 2017 auf den Strand gesetzt |
| Elbstrom     | 1078        | 9072094     | 18.07.1994 09.09.1994 12.11.1994  | Reinhold Nibbe, Hamburg       | 1995 Lanka Ruwan → 1997 UB Lion → 1997 Elbstrom → 1998 Urundi → 1999 P&O Nedlloyd Dakar → 2001 Elbstrom → 2002 Cala Puebla → 2003 Elbstrom → 2005 CMA CGM Swala → 2006 MacAndrews Swala → 2008 Delmas Swala → 2017 Swala, am 23. November 2017 zum Abbruch in Aliağa eingetroffen und dort am 27. November 2017 auf den Strand gesetzt      |